# Dezanove
O número dezanove (português europeu) ou dezenove (português brasileiro) (19) é o número natural que segue o dezoito (18) e precede o vinte (20).

## Propriedades matemáticas
O 19 é o oitavo número primo, depois do 17 e antes do 23. A sequência segue com 29, 31, 37, ...
Sendo um número primo, trata-se de um número defectivo.
Na química, dezenove é o número atômico do potássio.
Pode ser escrito de forma única como a soma de dois números primos: {\displaystyle 19=2+17\,}.

## Dezenove na literatura
O 19 é também cultuado e estudado pelos ávidos leitores da obra épica de Stephen King, A Torre Negra.